# Chuku Modu
Chuku Modu, nato Chukuma Modu (Londra, 19 giugno 1990), è un attore britannico.

## Biografia
Noto principalmente per le sue interpretazioni nelle serie televisive Il Trono di Spade, The Good Doctor e The 100, Modu è nato da padre nigeriano-tedesco e madre anglo-irlandese a Chiswick, West London. Nel 2012, Modu ha frequentato la Richmond Drama School e da allora ha iniziato la sua carriera di attore.
Modu ha fatto il suo debutto in Io prima di te (Me Before You), prima di fare un'apparizione ricorrente nella serie HBO Il Trono di Spade nel ruolo di Aggo. Ha interpretato il ruolo del dottor Jared Kalu in The Good Doctor  nella prima stagione tornando poi nella sesta stagione. Ha recitato anche nel film Marvel Studios del 2019 Captain Marvel.

## Filmografia

### Cinema
- Io prima di te (Me Before You), regia di Thea Sharrock (2016)
- Captain Marvel, regia di Anna Boden e Ryan Fleck (2019)
- Out of Darkness, regia di Andrew Cumming (2022)

### Televisione
- Il Trono di Spade - serie TV (2016)
- Snatch - serie TV (2017)
- The Good Doctor - serie TV (2017-2023)
- The 100 - serie TV (2019-2020)
- The Great - serie TV (2023)
- Roy Grace - serie TV (2023)- episodio 3 stagione 3 - "Not dead yet".

## Doppiatori italiani
Nelle versioni in italiano delle opere in cui ha recitato, Chuku Modu è stato doppiato da:
- Riccardo Petrozzi in The 100